# Hohenlohische Forstordnung (1579)
Die „der Grafschaften Hohenlohe erweiterte und verbesserte Wildpan-, Forst- und Holtzordnung“ wurde im Jahr 1579 auf Veranlassung des Grafen Wolfgang II. (1546–1610) für die Herrschaften des Hauses Hohenlohe erlassen. Anlass war der vorausgegangene Raubbau an den Wäldern insbesondere infolge des großen Holzbedarfs der Salinen und Glashütten.

## Geschichte
Bereits im Jahr 1533 war eine „Waldordnung gen Waldenburg“ erlassen worden, wohl in enger Beziehung zu zeitgenössischen württembergischen Ordnungen. Im Jahr 1551 folgte innerhalb einer Amtsordnung für Waldenburg eine Waldordnung zur Forstorganisation und -polizei, die als Quelle in der Forstordnung von 1579 genannt wird.
Die hohenlohische Forstordnung von 1579 gilt als Grundlage der forstrechtlichen Regelungen für die nachfolgenden Jahrhunderte. Sie ist in einen 39 Artikel umfassenden Teil, eine Zusammenfassung und die Eidesformel für das Forstpersonal untergliedert. Ihre wichtigsten forstlichen Regelungen sind:
- Aufsicht über alle Wälder der Untertanen
- allgemeines Rodeverbot
- Aufforstung brachliegender Rodungen
- Abschaffung der Ziegenhaltung
- schlagweises Hauen beim Holzhieb als Regel
- Anfertigung einer Bestandsbeschreibung
- Anwesenheit von Forstpersonal bei Fällungen
- Verbot der Fällung gesunder Eichen
- Flächenweiser Holzverkauf auf dem Stock
- Je Morgen (0,59 Hektar) müssen 16 Bäume stehen bleiben
- Bei Neukulturen muss Bodenbeschaffenheit beachtet werden, als Jungpflanzen werden Eiche, Buche und Nadelholz vorgeschrieben
- Neukulturen müssen schlagweise eingezäunt werden; Vieh darf erst nach persönlicher Erlaubnis des Grafen wieder in den Schlag eingetrieben werden, „wenn die Bäume seinem Maul entwachsen sind“
- Stangenholzschläge sind zu durchforsten

„Diese Ordnung ist künftig die Hauptordnung für das ganze hohenlohische Territorium und wird nie mehr übertroffen. Ihre Verbreitung wird energisch betrieben. Inwieweit sie befolgt wurde, ist eine andere Frage.“ (Hohenlohe-Waldenburg 2006)